# はみがきクイーン
はみがきクイーンとは、ベネッセコーポレーションが発行する、進研ゼミ小学講座・チャレンジ3年生の情報誌『なんで!?本』で2005年4月号〜12月号の間連載された小説。令丈ヒロ子作。挿絵は姫川明が担当。

## あらすじ
小学3年生の女の子「沢田りんか」は、歯磨きが苦手。そんなある日、「はみがきクイーン」と言う、歯磨きの際に何でも願いを叶えてもらえる女王が現れた。そんなりんかが、はみがきクイーンに何でも願いを叶えてもらう様子を描く。

## 登場人物
- 沢田りんか（さわだりんか）
この小説浮絵の主人公。明るく元気な小学3年生。少々面倒くさがりなところがある。
- はみがきクイーン
「クイーンはみがきセット」と言う歯磨きセットのチューブから登場した女王。負けず嫌いなところがある。赤いドレスを着ており、王冠は歯ブラシのような形をしている。クイーンは可愛らしい女の子だったが、すごくワガママな性格で、母の言うことも聞かなく、歯磨きもしなかったため、罰としてはみがきクイーンにされた。はみがきクイーンとして、クイーンはみがきセットの歯磨きチューブを使いきってもらい、十分人の役に立ったり喜んでもらったりすると、元の可愛らしい女の子の姿に戻れる。
- はブラシねこ（はぶらしねこ）
クイーンはみがきセットの歯ブラシ。人間のように喋ったりすることができる。語尾に「ごじゃる」を付ける。歯ブラシの上に、猫のような物が付いている。
- ママ（まま）
しっかり者のりんかの母親。子供の時、すごくワガママで勝ち気、憎たらしかったため、あだ名が「クイーン様」だった。その他、「シロ太」と言う白い猫を飼っていた。
- あやの
りんかのクラスメート。以前、りんかと「歯磨きって本当に面倒だよね」と言い合い、学校の給食後の歯磨きをサボった事があった。憎たらしい女の子。
- ときお
りんかのクラスメート。クラス一の人気者。
- 立花先生（たちばなせんせい）
りんかの家の近くにある「立花医院」の先生。りんかが風邪をひくたび苦い薬を出すため、りんかにとって立花先生は苦手だった。

## お便り
この小説が連載されている間、4月号〜8月号では、本作品の（挿絵の）キャラクターの似顔絵イラストとファンレターを募集していた（ファンレターは9月号まで）。似顔絵イラストは、8月号から連載終了時まで掲載していた。